# Хронологија инвазије Русије на Украјину (септембар 2024)
Овај чланак обухвата дешавања која су се догодила у септембру 2024. године, за време инвазије Русије на Украјину.

## Хронологија

### 1. септембар
Руско Министарство одбране саопштило је да је током ноћи оборено 158 дронова које је лансирала Украјина. Девет дронова који су летели ка Москви оборено је током протекле ноћи, изјавио је градоначелник Москве Сергеј Собјанин. Он је претходно рекао да је дрон оборен у зони рафинерије нафте у Москви. Начелник градског округа Кашира Михаил Шувалов изјавио је да је покушан напад са три дрона на Државну електрану Кашира у Московској области, али да није било повређених нити материјалне штете.
Холандија ће послати Украјини 28 амфибијских оклопних теренских возила Бандвагн БвС 10 викинг, објавио је холандски министар одбране Рубен Брекелманс: „Украјини је очајнички потребна наша помоћ у борби против руског агресора. Холандија ће им послати 28 теренских возила 'викинг'. Припадници маринаца су обучили украјинске војнике како да их користе.”

### 2. септембар
Министарство одбране Русије саопштило је да су јединице групе трупа Север одбиле шест напада јуришних група Оружаних снага Украјине у правцу насеља Борки, Комаровка, Коренево и Черкаско Поречное у Курској области. Такође, како наводи ресор, осујећена су три покушаја напада Оружаних снага Украјине у правцу насеља Олговка и Кремјаноје у Курској области.

### 3. септембар
Доњи дом румунског парламента, Представнички дом, одобрио је нацрт закона о уступању противваздушног ракетног система патриот Украјини. Након што су нацрт закона о преносу овог система у Украјину одобрила оба дома румунског парламента, мора да га потпише председник Клаус Јоханис да би ступио на снагу. Румунија је одлучила да Кијеву преда свој систем патриот у јуну. Министарство одбране је прошле седмице упутило парламенту нацрт закона, који је влада усвојила раније у понедељак.

### 4. септембар
Руска војска је високопрецизним ракетама уништила неколико лансера ХИМАРС у Сумској области Украјине која се граничи са руском Курском облашћу, саопштило је Министарство одбране. Као резултат извиђачких активности Оружаних снага Русије, у рејону села Храповшчина у Сумској области откривени су камуфлирани вишецевни ракетни системи америчке производње ХИМАРС, које су испоручене украјинској војсци, наводи се у саопштењу Министарства. Према информацијама руских јединица, уништено је неколико лансера ХИМАРС МЛРС као и два возила.
Руска војска напала је рано јутрос енергетска постројења у шест региона Украјине, саопштило је украјинско министарство енергетике.

### 5. септембар
Оружане снаге Русије напале су резерве Оружаних снага Украјине у рејонима 16 насеља у Сумској области, саопштило је руско Министарство одбране. Појашњава се да су удари изведени уз помоћ оперативно-тактичке авијације, као и ракетних снага. „Оперативно-тактичка авијација и ракетне снаге у Сумској области извеле су ударе на области у којима је концентрисано резервно особље и војна техника”, наводи се у саопштењу.

### 6. септембар
Командант руских специјалних снага Ахмат, генерал-мајор Апти Алаудинов, каже да москвске снаге наносе озбиљне губитке украјинској војсци на правцу Корењева у Курској области. „На правцу Корењева, изградили смо веома добру линију одбране, озбиљно уништавамо непријатеља”, рекао је Алаудинов. „Непријатељ сваким даном доводи све више и више снага, губи, трпи велике губитке и ништа му не полази за руком“, тврди Алаудинов.

### 7. септембар
У саопштењу губернатора Вороњешке области Александра Гусева, у Острогошком округу те области, где је избио пожар након пада украјинског дрона, проглашено је ванредно стање и покренута евакуација становништва. Локално становништво је потрдило да је погођено складиште муниције и да детонације одјекују већ неколико сати.

### 8. септембар
Оружане снаге Украјине уништиле су још један мост у Курској области у Русији, у близини села Кариж, саопштила је украјинска војска. Снимке напада на мост објавила је јединица украјинске 116. механизоване бригаде. Село Кариж се налази на обалама реке Сејм, седам километара од руско-украјинске границе и 12 километара северозападно од регионалног центра Глушкова.

### 9. септембар
Шведска ће послати свој 17. пакет помоћи Украјини уз даљу војну подршку у укупном износу од 4,6 милијарди шведских круна (443 милиона долара), рекао је тамошњи министар одбране Пал Јонсон. Нови пакет ће укључивати муницију за борбена возила пешадије коју је Шведска већ донирала, као и куповину која би омогућила трансфер борбених авиона грипен у будућности, иако о томе још није одлучено.

### 10. септембар
Украјина је у уторак погодила Москву и западну Русију у једном од својих највећих напада беспилотним летелицама до сада, у нападима је погинула једна жена, а неколико људи је повређено. Украјина је лансирала ројеве јуришних дронова, а Русија је рекла да је уништила најмање 20 у Московској регији у којој живи више од 21 милион становника, и уништена су још 124 дрона у осам других регија. Три од четири московска аеродрома су била затворена након напада. Делимично је био затворен и главни пут који води ка руској престоници.
Украјинско министарство енергетике саопштило је да су руске снаге напале енергетску инфраструктуру у осам украјинских региона у претходна 24 часа, наводећи да су напади пореметили високонапонске водове и трафостанице у неколико региона.

### 11. септембар
Руске трупе су почеле да потискују украјинске снаге из региона Курска у контраофанзиви, саопштили су високи војни командант и проруски ратни блогери. Командант специјалних јединица Ахмат, генерал-мајор Апти Алаудинов, који служи и као заменик начелника војно-политичке администрације руске војске, рекао је да су руски борци „улетели међу украјинске војнике” у округу Корењевски, који се налази на граници са Сумском области на североистоку Украјине. Саопштено је да су руске снаге поново заузеле пограничне градове Гордејевку и Внезапно у округу Корењевски.

### 12. септембар
Министарство одбране Русије објавило је снимак уништења тенка абрамс М1 америчке производње током заузимања села Мемрик у Доњецкој Народној Републици од Оружаних снага Украјине. Како се наводи уништене су десетине јединица војне технике Оружаних снага Украјине, укључујући амерички тенк абрамс, разна оклопна борбена возила западне производње и многе украјинске дронове разних типова, укључујући велике индустријске хексакоптере преуређене за војне сврхе.

### 13. септембар
На фронту су прошлог дана забележена 143 борбена окршаја Одбрамбених снага Украјине и војске Русије, наводи се у саопштењу Генералштаба Оружаних снага Украјине. „Руска војска је јуче ракетом искандер-М нанела ударе на положаје украјинских јединица и насељена места, као и 80 ваздушних удара, међу којима је и бацање 117 противваздухопловних пројектила. Поред тога, непријатељ је извео 4.323 напада, од којих 167 из ракетних салво система”, наводи се у објави.

### 14. септембар
Оружане снаге Русије напале су аеродромску инфраструктуру и базе чамаца снага за специјалне операције украјинске војске, известило је Министарство одбране. Појашњава се да су удар извели оперативно-тактичка авијација, беспилотне летелице, ракетне снаге и артиљерија. Поред тога, руске оружане снаге су погодиле концентрације непријатељске људства и војне опреме у 132 региона.

### 15. септембар
Руска војска је уништила воз украјинских оружаних снага са страним наоружањем и складиште ракетног и артиљеријског наоружања, саопштило је руско Министарство одбране. „Оштећена су и складишта за беспилотне чамце, беспилотне летелице, радионица за производњу компоненти за оперативно-тактичке ракете”, наводи се у саопштењу.

### 16. септембар
Снаге противваздушне одбране погодиле су ноћас двадесетак непријатељских беспилотних летелица у ваздушном простору око Кијева, пренео је шеф КМВА Сергиј Попко. Додао је да је узбуна у главном граду трајала око три и по сата.
Министарство одбране Летоније препустиће Украјини борбено-извиђачка оклопна возила ЦВР(Т), која је та земља раније купила од Британије. У циљу обезбеђења оперативне безбедности, из ресора нису саопштили тачан број опреме.
Председник Владимир Путин одлучио је да повећа попуњеност Оружаних снага Руске Федерације на 2.389.130 укључујући 1,5 милиона војног особља, наводи се у данашњој уредби. Осим тога, документ налаже Влади да обезбеди издвајање средстава из Савезног буџета Министарству одбране за имплементацију уредбе. Уредба ступа на снагу у децембру ове године.

### 17. септембар
Руске снаге напале су током ноћи енергетску инфраструктуру у североисточној украјинској области Суми, због чега је дошло до прекида испоруке електричне енергије у неким окрузима и преласка на резервне системе напајања, саопштиле су локалне власти. Погођена су насеља Конотопског, Октирског и Сумског округа, а витални инфраструктурни објекти користе резервне системе напајања, објавили су регионални званичници.
Немачка ће ове зиме обезбедити додатних 100 милиона евра помоћи Украјини, саопштила је немачка министарка спољних послова Аналена Бербок током посете Молдавији.
Јединице Морнаричких снага Украјине уништиле су руска складишта муниције у близини Маријупоља, које је непријатељ привремено заузео, саопштила је Морнарица. Напомиње се да су пре неки дан јединице Морнаричких снага извеле ракетни напад на важна непријатељска складишта муниције у близини Мариупоља откривена обавештајним подацима. Према потврђеним подацима, у удару је уништена и складишна инфраструктура и тоне муниције коју су освајачи гомилали за употребу на територији Украјине.

### 18. септембар
Украјински напад дроном уништио је складиште ракета, навођених бомби и артиљеријске муниције у руској области Твер.

### 19. септембар
Немачка је пренела Украјини нови велики пакет војне помоћи , који је, између осталог, укључује тенкове леопард 1 А5, самоходне топове гепард, беспилотне летелице и више од 60.000 комада муниције калибра 155 мм, саопштила је прес-служба немачке владе. Немачка је од почетка руског оружаног напада на Украјину 24. фебруара 2022. године обезбедила Украјини материјално-техничка средства из магацина Савезних оружаних снага у износу од око 5,2 милијарде евра.

### 20. септембар
ЕУ ће одобрити зајам до 35 милијарди евра Украјини како би помогла земљи заглављеној у тешком рату са Русијом, саопштила је председница Европске комисије Урзулa фон дер Лајен. Зајам је део ширег плана земљаа Г7 за прикупљање средстава користећи приходе од замрзнутих руских средстава.

### 21. септембар
Најмање 1.200 људи је евакуисано из Тихорецког рејона Краснодарске покрајине у Русији, саопштиле су локалне власти. Министарство одбране Русије саопштило је да је оборено 18 дронова над Краснодарском покрајином током ноћи.

### 22. септембар
Дошло је до 65 борбених окршаја Одбрамбених снага Украјине и руске војске на фронту, саопштио је Генералштаб Оружаних снага Украјине. Руска армија наставља да активно делује на Покровском и Кураховском правцу.

### 23. септембар
У украјинској офанзиви у руској области Курск до 5. септембра убијен је најмање 31 цивил, а рањено 256 особа, саопштило је руско Mинистарство спољних послова. Украјина је 6. августа покренула највећи страни напад на Русију од Другог светског рата, проваливши границу у западни регион Курска уз подршку ројева дронова и тешког наоружања, укључујући оружје западне производње. Како се истиче у саопштењу, 131.000 цивила напустило је најопасније области Курског региона.

### 24. септембар
Руски напад преко ноћи на украјински централни регион Полтава оштетио је енергетску инфраструктуру, прекинувши струју у 20 насеља, саопштиле су локалне власти. Крхотине од оборених дронова оштетиле су неколико кућа, али нису изазвале жртве, рекао је тамошњи начелник Филип Проњин. Угашена су два пожара у Кијевској области које је изазвао удар руских трупа, али ниједна кућа или витални објекат није погођен, рекао је регионални начелник Руслан Кравченко.

### 25. септембар
Команда украјинске копнене војске саопштила је да су донете нове одлуке у вези са мобилизацијом Украјинаца и да сви грађани старости од 18 до 60 година могу да се добровољно пријаве за учешће у борбама против руских снага.
Украјинске ваздухопловне снаге саопштиле су да су обориле 28 од 32 беспилотне летелице и четири од осам пројектила током ноћног руског напада. У нападима на североисточни регион Харкова у раним сатима оштећен је хангар.

### 26. септембар
Министарство одбране САД објавило је нови пакет војне помоћи Украјини у износу од 375 милиона долара, наводи се у саопштењу Пентагона.
Истиче да пакет помоћи садржи муницију, ракете за ХИМАРС, артиљеријске гранате, противтенковске ракете, системе "џавелин" и АТ-4.

### 27. септембар
Од почетка дана се на фронту одиграло више од 70 борбених окршаја, борбе се и даље воде на шест праваца, а ситуација и даље тешка и напета саопштио је Генералштаб Оружаних снага Украјине. Украјинска војска наводи да Русија не престаје да напада дуж границе Сумске и Черниговске области.

### 28. септембар
Руско министарство одбране саопштило је да су московске снаге осујетиле више покушаја контранапада украјинских трупа у Курској области. Како се наводи, руска војска је за један дан одбила напад у правцу Љубимовке и осујетила покушаје контранапада на Кремјаноје, Камишевку и Черкасое Поречное у региону Курска.
На фронту од почетка дана дошло је до 66 борбених окршаја украјинске војске и руских трупа, а трећина свих непријатељских јуриша била је у правцу Покровског, саопштио је Генералштаб Оружаних снага Украјине. У редовном извештају Оружаних снага Украјине се наводи и да Русија интензивно напада у правцу Времива, Лимана и Курахова. Руси настављају да изводе ваздушне ударе на граници Сумске области, а посебно су навођеним авио-бомбама погодили подручја Кучеривка, Билокопитово, Студенко и Јунакивка, бацивши 20 противваздушних пројектила. Саопштавају да су бројна насеља у области Чернигова, Сумија и Харкова погођена руском артиљеријом.

### 29. септембар
Руска противваздушна одбрана је током протекле ноћи пресрела и уништила 125 украјинских беспилотних летелица изнад седам региона Руске Федерације и изнад Азовског мора, саопштило је руско министарство одбране.
Украјински председник Володимир Зеленски је изјавио да су руске снаге током протекле недеље употребиле скоро 900 ваздушних бомби, више од 300 дронова и око 40 пројектила за нападе широм Украјине.
Данско Министарство одбране саопштило је да је склопило са Украјином споразум о инвестицијама у одбрамбену индустрију те земље у вредности од 628 милиона долара. Данска средства ће помоћи да украјинско оружје и опрема стигну на фронт, наводи се у саопштењу. За те финансије делимично ће бити искоришћена средства од замрзнуте руске имовине, а остатак ће обезбедити данска влада.

### 30. септембар
Ноћашњи руски напад беспилотним летелицама типа шахед на Кијев трајао је више од пет сати, али како преносе украјински медији, није било разарања ни људских жртава. Напад је извршен је у таласима и из различитих праваца.
Руси су постигли напредак на важним секторима фронта и рат би могао да се приближи великим градовима, тврди заменик команданта Треће јуришне бригаде Максим Жорин. Истакао је да је динамика рата сада веома висока, а да руске трупе само појачавају темпо. Каже да су украјинске јединице исцрпљене без ротација и нормалних замена.